# Munkácsy Mihály Emlékház
A Munkácsy Mihály Emlékházat (Omaszta-kúria) Munkácsy Mihály tiszteletére alapították 1994-ben,[forrás?] születésének 150. évfordulója alkalmából. Munkácsy Mihály gyermekéveit és ifjú házas korának egy részét Békéscsabán töltötte. Ifjú házas korában műtermet is rendezett be a városban, s itt festett néhány képet.
Az emlékházat a Steiner–Omaszta kúriában rendezték be. A klasszicista stílusú, jellegzetes kisnemesi vidéki kúriát Munkácsy nagynénjének férje, Steiner Jakab építtette az 1840-es években, majd az 1850-es években eladták az Omaszta családnak. A biliárdszoba ajtaját Munkácsy Mihály faragta tanoncként. Az Omaszta család hagyatékából rendezték be az emlékházat, így Munkácsy 21 festménye 19. századi enteriőrben érvényesül.

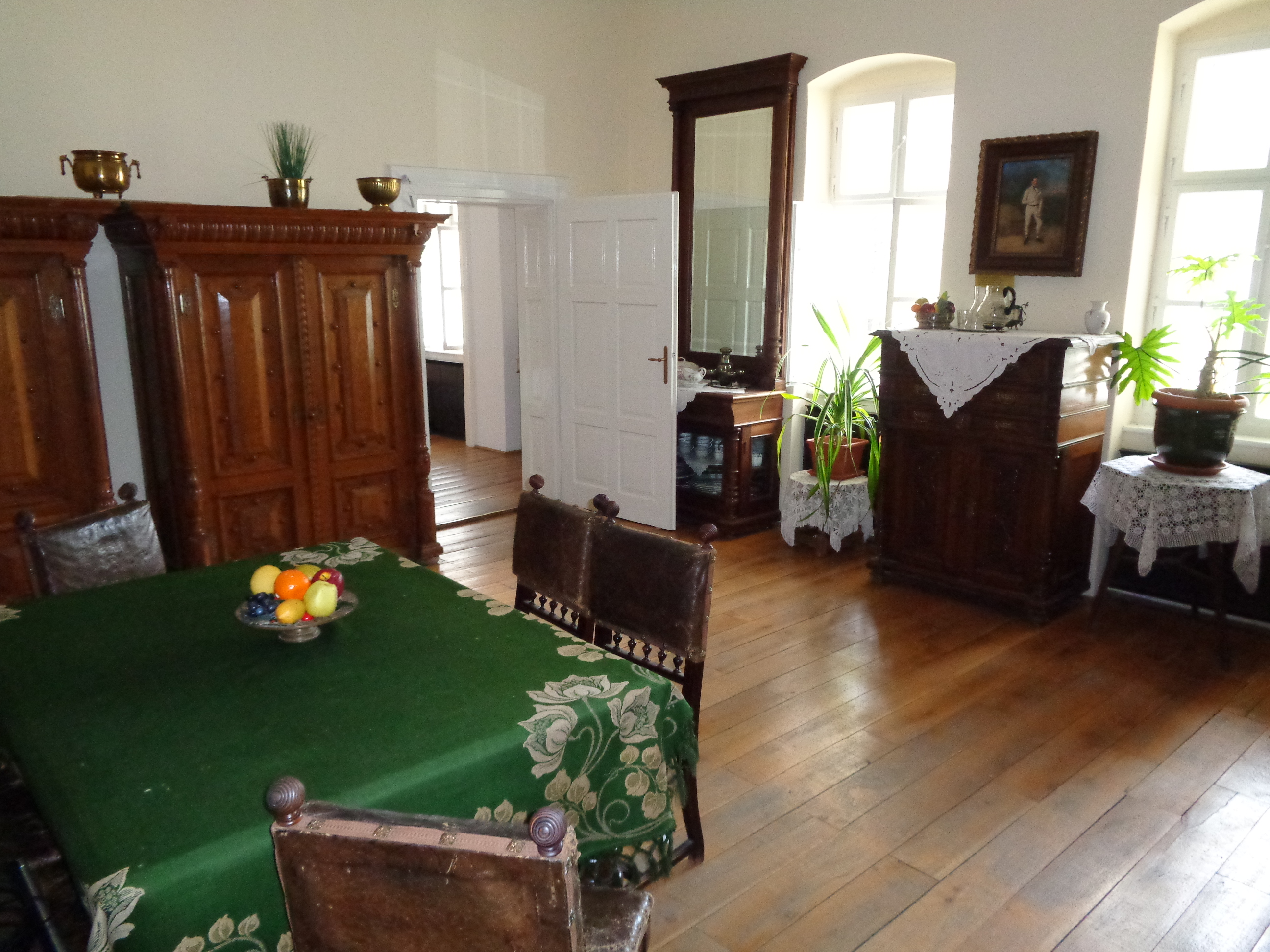
Az Omaszta-ház egyik szobája

Békéscsabán mind a Munkácsy Mihály Múzeum, mind a Munkácsy Mihály Emlékház szorgosan ápolja 19. századi festőnk hagyatékát.